# Kirche Frankenau

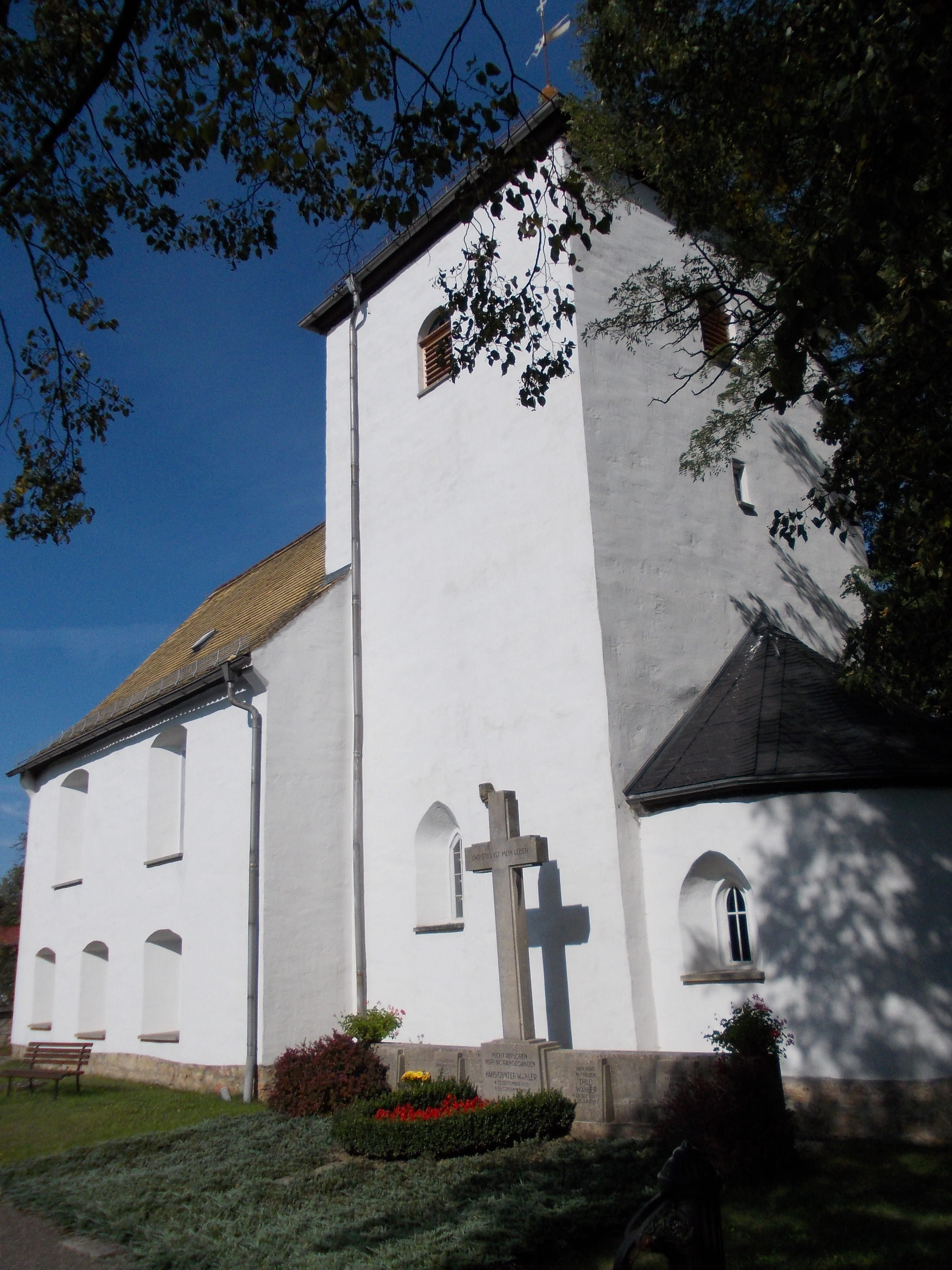
Kirche Frankenau

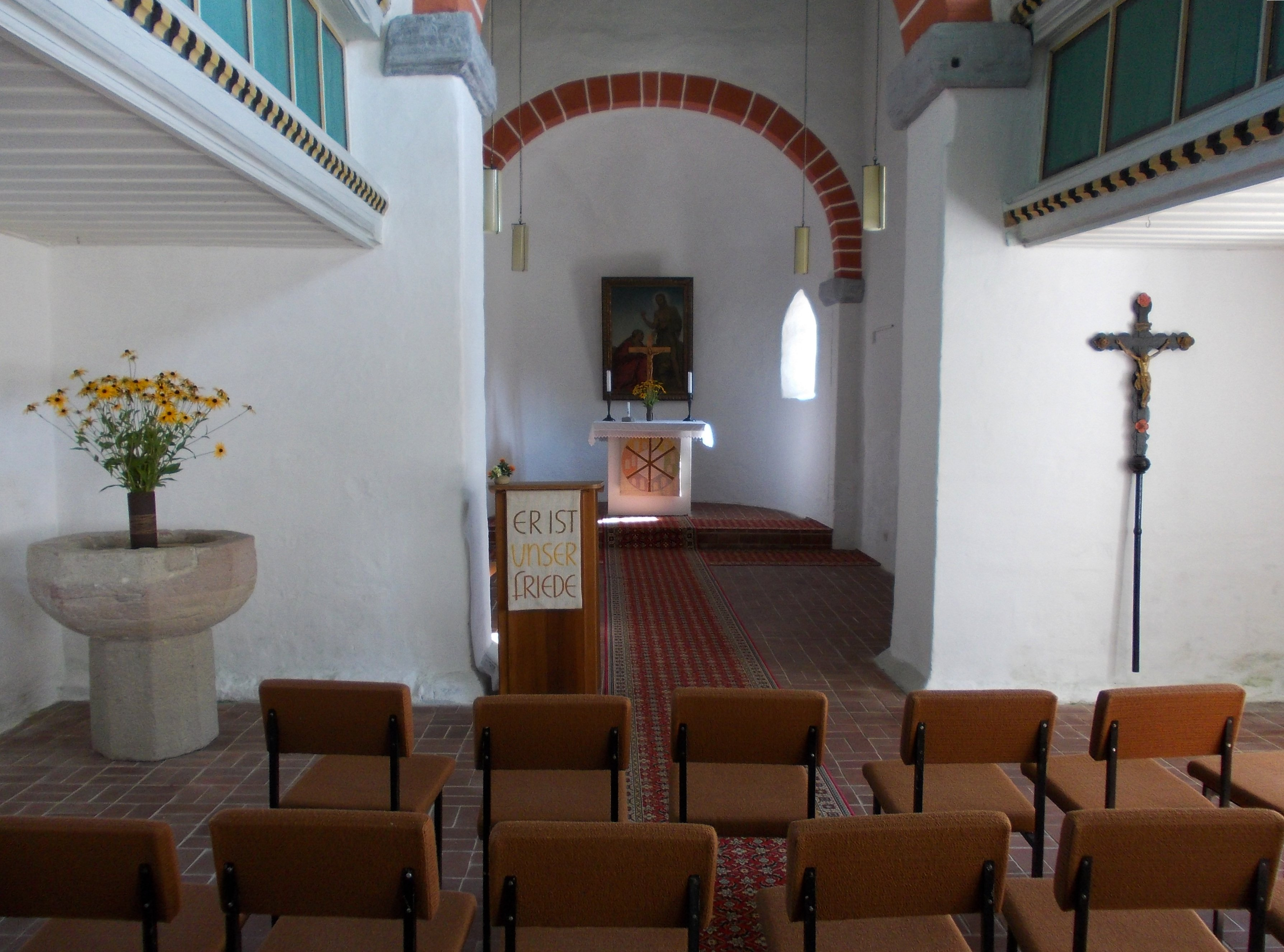
Innenansicht

Die evangelisch-lutherische Filialkirche Kirche Frankenau steht in Frankenau, einem Ortsteil von Reichstädt im Landkreis Greiz in Thüringen. Die Kirche Frankenau gehört zur Kirchengemeinde Reichstädt-Frankenau des Pfarrbereichs Großenstein-Baldenhain des Kirchenkreises Altenburger Land der Evangelischen Kirche in Mitteldeutschland.

## Beschreibung
Die im Kern romanische Saalkirche hat einen eingezogenen, quadratischen Chorturm und eine halbrunde Apsis mit Kalotte. An der Südseite des Chors sind kleine spitzbogige Fenster. Das Äußere der Kirche wurde später verändert. Die Kämpfer des Bogens zur Apsis und des Triumphbogens sind profiliert. An der Laibung auf beiden Seiten des Triumphbogens befindet sich eine Nut zur Anbringung eines Bretts. Es diente vielleicht zur Aufstellung einer Kreuzigungsgruppe. Im Langhaus sind dreiseitig Emporen. Das achteckige, romanische Taufbecken ist schmucklos. Im Kirchenschiff befindet sich eine geschnitzte, ovale Wappentafel. Sie stammt aus dem Barock und ist mit Fahnen, Kanonen u. ä. verziert. Die Inschrift ist verloren gegangen. Die Orgel mit 7 Registern, verteilt auf ein Manual und ein Pedal, wurde 1853 von Christoph Opitz gebaut.